# Laxenburger Fenster

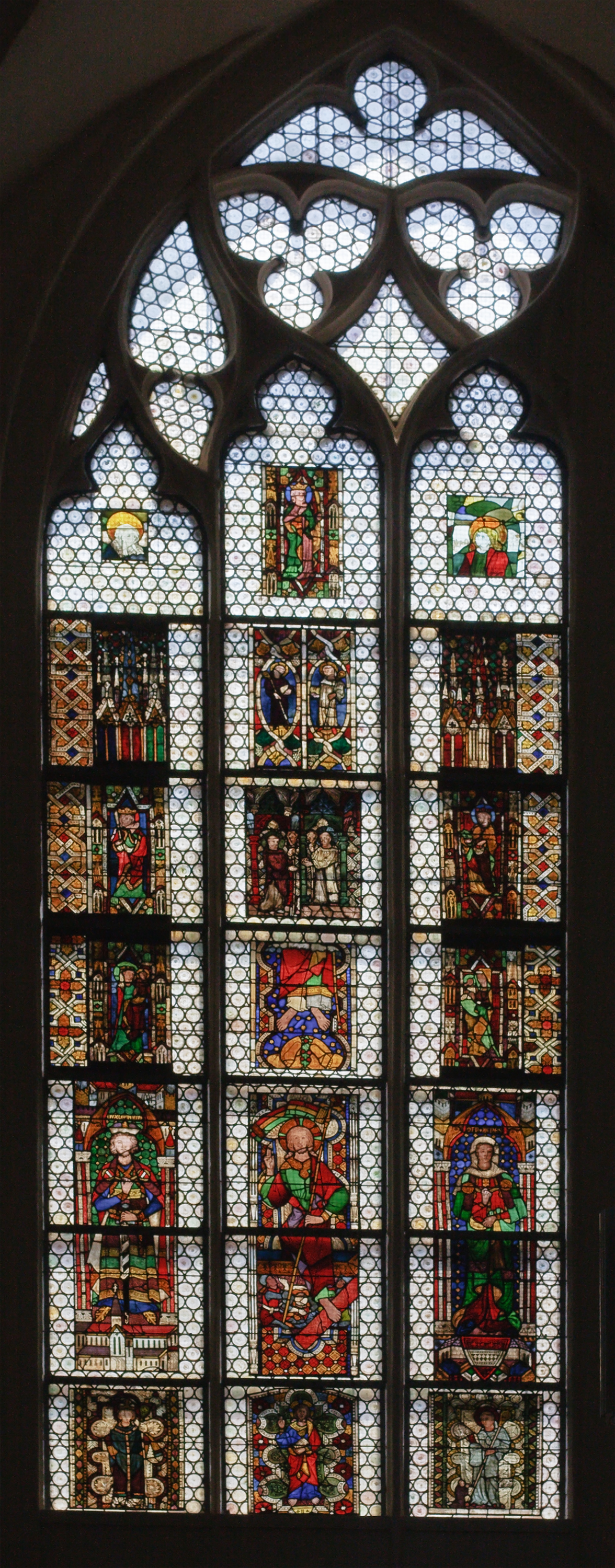
Laxenburger Fenster im rechten Seitenschiff, Südwand

Das Laxenburger Fenster mit Kunstwerken vom Beginn der Gotik bis zur Renaissance befindet sich im rechten Seitenschiff der Steyrer Stadtpfarrkirche. Die einzelnen Teile gelangten 1884 von Schloss Laxenburg in die Stadtpfarrkirche, seit 1955 sind sie in einem Fenster zusammengefasst.

## Beschreibung

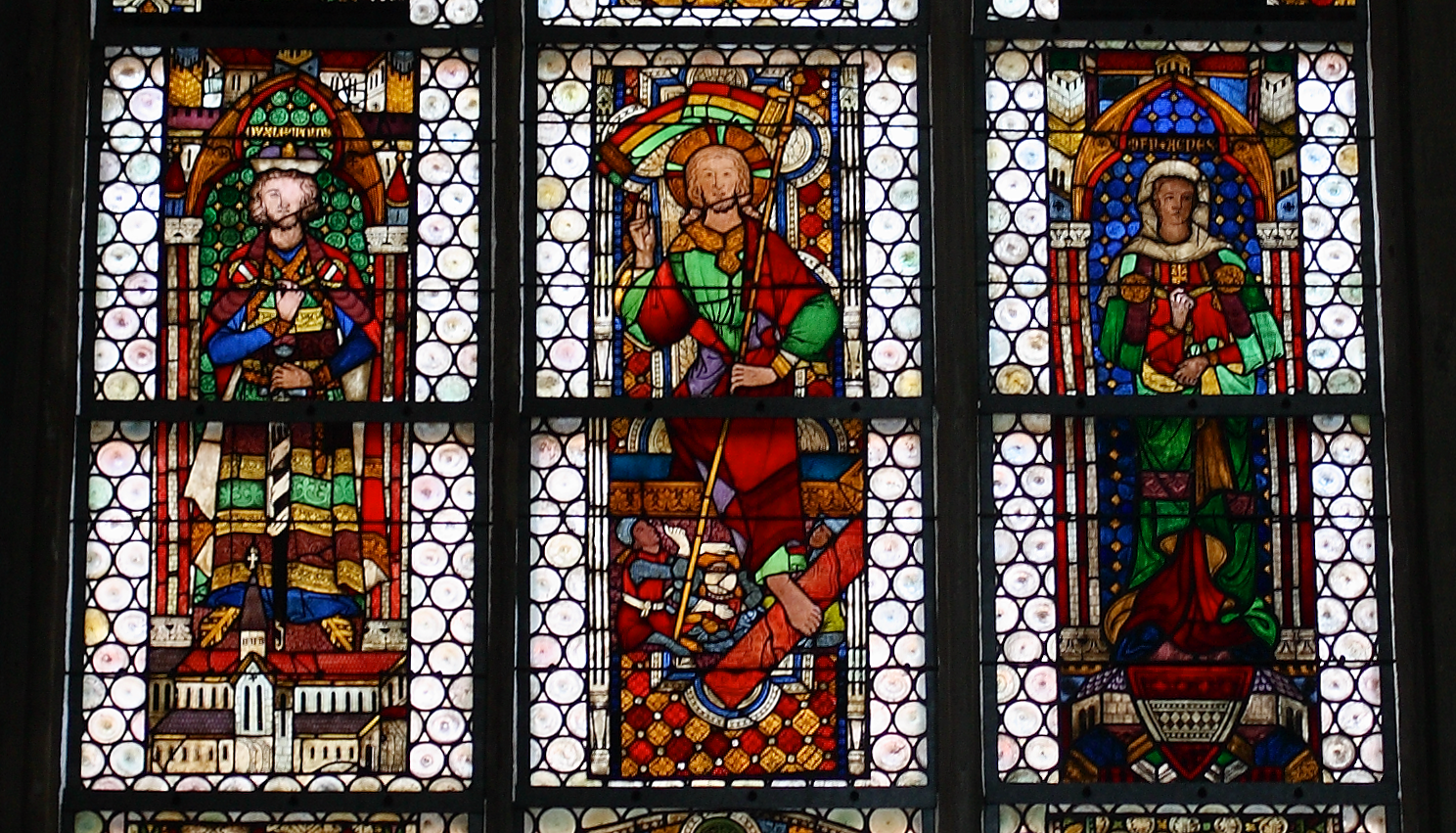
Leopold VI., auferstehender Christus, Markgräfin Agnes

Ganz oben in der ersten Reihe unter dem Maßwerk befinden sich Fragmente aus einer Kreuzigungsgruppe von um 1500: links der Kopf Mariens und rechts von Johannes, in der Mitte eine Scheibe mit einer stehenden Heiligen (um 1325). In der zweiten Reihe befinden sich Bilder eines Zisterzienser- und eines Benediktinermönches, gerahmt von Weinranken, sowie links und rechts außen Bordüren, (diese laufen bis zur vierten Reihe) und Architekturdarstellungen. Die dritte Reihe beinhaltet Scheiben mit einer Märtyrerin und danach die Heiligen Antonius und Bernhard von Clairvaux, gerahmt von Architekturdarstellungen, sowie rechts einer Scheibe mit der heiligen Dorothea. Die vierte Reihe zeigt die heilige Maria und die heilige Anna (um 1325) und in der Mitte das Fragment einer Himmelfahrt Christi. Die fünfte und sechste Reihe nehmen ganzfigurige Darstellungen ein, die größtenteils um 1300 entstanden: Leopold VI. mit der Inschrift Dux Leupoldus und dem Modell einer Kirche zu Füßen, die Auferstehung Christi und Markgräfin Agnes mit der Inschrift M F N Agnes. In der siebten und letzten Reihe die Bilder des heiligen Nikolaus, des lehrenden Christus und des heiligen Bernhard, alle vom Anfang des 14. Jahrhunderts.

## Geschichte
Die Darstellungen Herzog Leopolds, des auferstehenden Christus und Markgräfin Agnes zeigen an den Gewandsäumen bereits den frühgotischen schönlinigen Stil. Das Bild der Markgräfin ist teilweise modern ergänzt (untere Hälfte, Gesichtszüge, Teile der Architektur). 1884 wurde es noch als fragmentiert beschrieben. Diese drei Bilder stammen ursprünglich wohl aus Niederösterreich, so ist das Kirchenmodell zu Füßen Leopolds eine mögliche Darstellung der Stiftskirche Lilienfeld. Der Zisterzienser- und der Benediktinermönch (beide nimbiert) in der zweiten Reihe lassen auf eine Herkunft aus Heiligenkreuz schließen.
Um 1800 mussten auf Anordnung Kaiser Franz II. zahlreiche Glasgemälde der Stadtpfarrkirche zur Ausstattung des Lustschlosses in Laxenburg abgegeben werden. Später wurden wieder Scheiben – offensichtlich willkürlich – an die „Spender“ zurückverteilt. Die drei Darstellungen Leopolds, des auferstehenden Christus und der Markgräfin Agnes befanden sich in der Privatkapelle Herzog Leopolds VI. in Klosterneuburg, der Capella speciosa. Nach deren Abbruch 1799 gelangten sie erst nach Laxenburg und 1884 als kaiserliche Schenkung in die Stadtpfarrkirche. Im selben Jahr wurden sie im Rahmen der „Electrischen Ausstellung“ präsentiert. Die heutige Zusammensetzung als „Laxenburger Fenster“ stammt von 1955, restauriert wurde 1981.

### Historische Aufnahmen der Scheiben

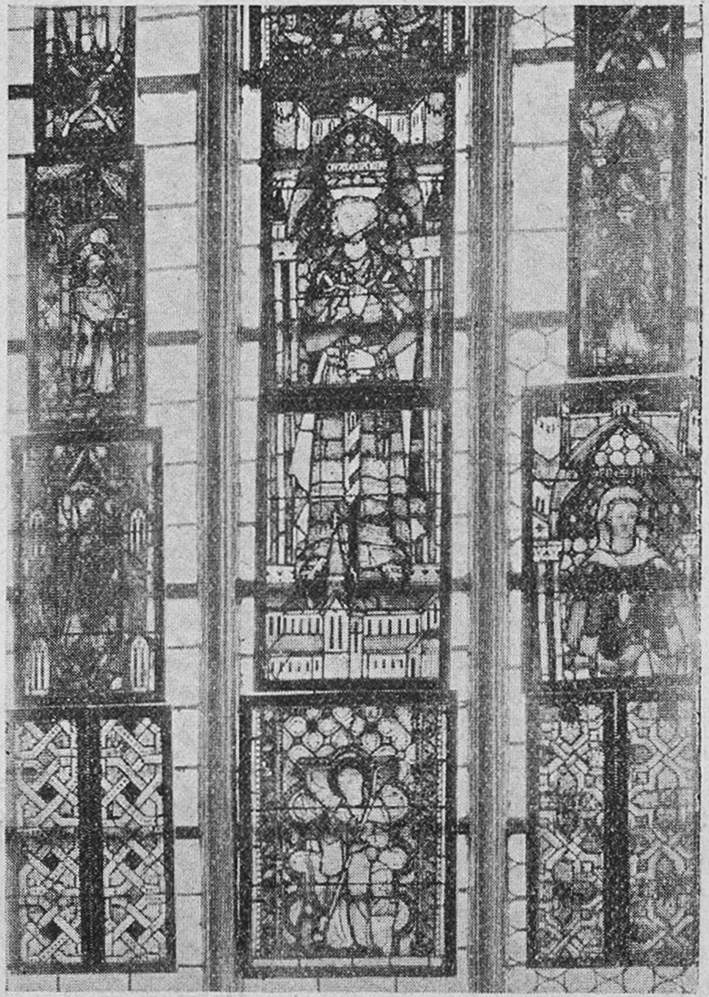
Leopold VI. und das fragmentierte Bild der Markgräfin Agnes
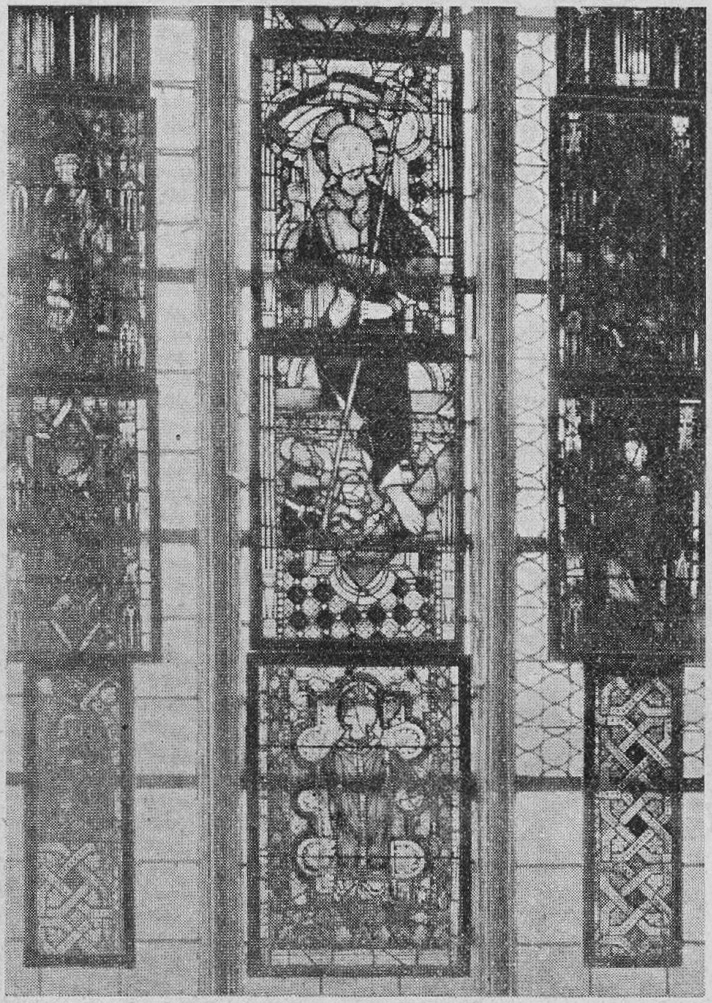
Auferstehender Christus